# Yairo Moreno
Yairo Yesid Moreno Berrío, mais conhecido como Yairo Moreno (Necoclí, 4 de abril de 1995), é um futebolista colombiano que atua como lateral-esquerdo, ala-esquerdo e ponta-esquerda. Atualmente, atua pelo Independiente Medellín.

## Carreira

### Independiente Medellín
Nascido em Necoclí, Moreno mudou-se para Medellín ainda jovem e ingressou nas categorias de base do Independiente Medellín. Ele fez sua estreia na equipe em 23 de março de 2014, entrando como substituto na vitória em casa por 2 a 0 sobre o Deportivo Cali, pelo Campeonato Colombiano de 2014.
Nas duas temporadas seguintes, Moreno foi emprestado ao La Equidad e ao Envigado, marcando seu primeiro gol como jogador profissional com este último clube na derrota por 2–1 para o Patriotas. Ele voltou ao Independiente Medellín para a campanha de 2017, e depois disso passou a jogar regularmente pelo clube.

### León
Em 6 de junho de 2018, Moreno foi transferido ao clube mexicano León. Ele fez sua estreia em 24 de julho, substituindo Héctor Mascorro na derrota fora de casa por 4–3 na Copa MX para o Mineros de Zacatecas.

### Pachuca
Apesar de ser titular regular, Moreno foi emprestado ao Pachuca em 28 de maio de 2021. Titular imediato, ele perdeu o status de titular durante o Torneo Clausura de 2022.

### Retorno ao León
Em junho de 2022, Moreno retornou ao León.
Em 11 de julho de 2023, após a conquista da Liga dos Campeões da CONCACAF de 2023, Moreno confirmou sua saída do León através de seu perfil no Instagram.

## Seleção Colombiana
Moreno estreou pela Seleção Colombiana no dia 6 de setembro de 2019, em um amistoso contra o Brasil, quando substituiu Juan Cuadrado aos 87 minutos.

## Estilo de jogo
Lateral-esquerdo de origem, Yairo Moreno também pode atuar como ala-esquerdo pelo meio-campo e até mesmo como ponta-esquerda.

## Estatísticas
Atualizado até 3 de setembro de 2023.

### Clubes
| Equipe                 | Temporada         | Campeonato nacional | Campeonato nacional | Campeonato nacional | Copa nacional[a] | Copa nacional[a] | Copa nacional[a] | Competições continentais[b] | Competições continentais[b] | Competições continentais[b] | Outros torneios[c] | Outros torneios[c] | Outros torneios[c] | Total | Total | Total   |
| Equipe                 | Temporada         | Jogos               | Gols                | Assist.             | Jogos            | Gols             | Assist.          | Jogos                       | Gols                        | Assist.                     | Jogos              | Gols               | Assist.            | Jogos | Gols  | Assist. |
| ---------------------- | ----------------- | ------------------- | ------------------- | ------------------- | ---------------- | ---------------- | ---------------- | --------------------------- | --------------------------- | --------------------------- | ------------------ | ------------------ | ------------------ | ----- | ----- | ------- |
| Independiente Medellín | 2014              | 1                   | 0                   | 0                   | —                | —                | —                | —                           | —                           | —                           | —                  | —                  | —                  | 1     | 0     | 0       |
| Independiente Medellín | 2017              | 22                  | 4                   | 0                   | 3                | 0                | 0                | 4                           | 0                           | 0                           | —                  | —                  | —                  | 29    | 4     | 0       |
| Independiente Medellín | 2018              | 17                  | 7                   | 3                   | —                | —                | —                | 2                           | 0                           | 0                           | —                  | —                  | —                  | 19    | 7     | 3       |
| Independiente Medellín | Total             | 40                  | 11                  | 3                   | 3                | 0                | 0                | 6                           | 0                           | 0                           | 0                  | 0                  | 0                  | 49    | 11    | 3       |
| La Equidad             | 2015              | 19                  | 0                   | 0                   | —                | —                | —                | —                           | —                           | —                           | —                  | —                  | —                  | 19    | 0     | 0       |
| La Equidad             | Total             | 19                  | 0                   | 0                   | 0                | 0                | 0                | 0                           | 0                           | 0                           | 0                  | 0                  | 0                  | 19    | 0     | 0       |
| Envigado               | 2016              | 32                  | 7                   | 0                   | —                | —                | —                | —                           | —                           | —                           | —                  | —                  | —                  | 32    | 7     | 0       |
| Envigado               | Total             | 32                  | 7                   | 0                   | 0                | 0                | 0                | 0                           | 0                           | 0                           | 0                  | 0                  | 0                  | 32    | 7     | 0       |
| León                   | 2018–19           | 30                  | 3                   | 0                   | 5                | 1                | 0                | —                           | —                           | —                           | —                  | —                  | —                  | 35    | 4     | 0       |
| León                   | 2019–20           | 25                  | 3                   | 1                   | —                | —                | —                | —                           | —                           | —                           | —                  | —                  | —                  | 25    | 3     | 1       |
| León                   | 2020–21           | 26                  | 2                   | 1                   | —                | —                | —                | 2                           | 0                           | 1                           | —                  | —                  | —                  | 28    | 2     | 2       |
| León                   | 2022–23           | 31                  | 3                   | 6                   | —                | —                | —                | 3                           | 0                           | 0                           | —                  | —                  | —                  | 34    | 3     | 6       |
| León                   | Total             | 112                 | 11                  | 8                   | 5                | 1                | 0                | 5                           | 0                           | 1                           | 0                  | 0                  | 0                  | 122   | 12    | 9       |
| Pachuca                | 2021–22           | 25                  | 3                   | 1                   | —                | —                | —                | —                           | —                           | —                           | —                  | —                  | —                  | 25    | 3     | 1       |
| Pachuca                | Total             | 25                  | 3                   | 1                   | 0                | 0                | 0                | 0                           | 0                           | 0                           | 0                  | 0                  | 0                  | 25    | 3     | 1       |
| Total na carreira      | Total na carreira | 232                 | 107                 | 23                  | 38               | 24               | 1                | 71                          | 33                          | 6                           | 17                 | 13                 | 2                  | 358   | 177   | 32      |

- a. ^ Jogos da Copa Colômbia e da Copa MX
- b. ^ Jogos da Copa Libertadores da América, da Copa Sul-Americana e da Liga dos Campeões da CONCACAF
- c. ^ Jogos de outros torneios

### Seleção Colombiana
| Ano   |       |      |         |
| Ano   | Jogos | Gols | Assist. |
| ----- | ----- | ---- | ------- |
| 2019  | 6     | 0    | 0       |
| 2021  | 7     | 0    | 0       |
| 2022  | 3     | 0    | 0       |
| Total | 16    | 0    | 0       |

| Ano   |       |      |         |
| Ano   | Jogos | Gols | Assist. |
| ----- | ----- | ---- | ------- |
| 2019  | 6     | 0    | 0       |
| 2021  | 7     | 0    | 0       |
| 2022  | 3     | 0    | 0       |
| Total | 16    | 0    | 0       |

## Títulos
León
- Liga MX: Guardianes 2020
- Liga dos Campeões da CONCACAF: 2023